# Czarodziejki.net
Czarodziejki.net (jap. 魔法少女サイト Mahō shōjo saito) – shōnen-manga autorstwa Kentarō Satō, wydawana w latach 2013–2019. 
Z serią związana jest seria spin-off. Na jej podstawie powstała także seria anime, wyemitowana w 2018 roku.
W Polsce manga została wydana przez Waneko.

## Manga
Autorem mangi jest Kentarō Satō, który początkowo publikował kolejne rozdziały za pośrednictwem strony internetowej „Champion Tap!” od 4 lipca 2013 roku. We wrześniu 2017 roku wydawanie mangi zostało przeniesione do „Shūkan Shōnen Champion”. Ostatni rozdział tej mangi ukazał się w magazynie „Shūkan Shōnen Champion” 1 sierpnia 2019 roku.
| Nr | Język japoński      | Język japoński         | Język polski      | Język polski           |
| Nr | Data wydania        | ISBN                   | Data wydania      | ISBN                   |
| -- | ------------------- | ---------------------- | ----------------- | ---------------------- |
| 1  | 7 marca 2014        | ISBN 978-4-253-22401-7 | 18 stycznia 2019  | ISBN 978-83-8096-484-6 |
| 2  | 8 września 2014     | ISBN 978-4-253-22402-4 | 19 marca 2019     | ISBN 978-83-8096-485-3 |
| 3  | 6 marca 2015        | ISBN 978-4-253-22403-1 | 17 maja 2019      | ISBN 978-83-8096-486-0 |
| 4  | 6 listopada 2015    | ISBN 978-4-253-22404-8 | 19 lipca 2019     | ISBN 978-83-8096-487-7 |
| 5  | 8 kwietnia 2016     | ISBN 978-4-253-22405-5 | 19 września 2019  | ISBN 978-83-8096-488-4 |
| 6  | 8 września 2016     | ISBN 978-4-253-22406-2 | 20 listopada 2019 | ISBN 978-83-8096-489-1 |
| 7  | 8 września 2017     | ISBN 978-4-253-22407-9 | 20 stycznia 2020  | ISBN 978-83-8096-490-7 |
| 8  | 5 stycznia 2018     | ISBN 978-4-253-22408-6 | 19 marca 2020     | ISBN 978-83-8096-491-4 |
| 9  | 8 marca 2018        | ISBN 978-4-253-22409-3 | 19 maja 2020      | ISBN 978-83-8096-492-1 |
| 10 | 8 maja 2018         | ISBN 978-4-253-22410-9 | 20 lipca 2020     | ISBN 978-83-8096-493-8 |
| 11 | 8 sierpnia 2018     | ISBN 978-4-253-22411-6 | 18 września 2020  | ISBN 978-83-8096-494-5 |
| 12 | 8 listopada 2018    | ISBN 978-4-253-22412-3 | 19 listopada 2020 | ISBN 978-83-8096-495-2 |
| 13 | 8 lutego 2018       | ISBN 978-4-253-22413-0 | 19 stycznia 2021  | ISBN 978-83-8096-496-9 |
| 14 | 8 maja 2019         | ISBN 978-4-253-22414-7 | 19 marca 2021     | ISBN 978-83-8096-497-6 |
| 15 | 8 sierpnia 2019     | ISBN 978-4-253-22415-4 | 19 maja 2021      | ISBN 978-83-8096-498-3 |
| 16 | 8 października 2019 | ISBN 978-4-253-22416-1 | 19 lipca 2021     | ISBN 978-83-8242-006-7 |

### Spin-off
Z serią związana jest także seria spin-off, zatytułowana Mahō Shōjo Site Sept (jap. 魔法少女サイトSept), której rozdziały ukazywały się od października 2017 roku za pośrednictwem strony internetowej „Champion Tap!” wydawnictwa Akita Shoten. Autorem ilustracji do tej mangi jest Toshinori Sogabe. Ostatni rozdział tej mangi ukazał się 23 sierpnia 2018 roku.
| Nr | Data wydania (język japoński) | ISBN (język japoński)  |
| -- | ----------------------------- | ---------------------- |
| 1  | 6 kwietnia 2018               | ISBN 978-4-253-22901-2 |
| 2  | 8 listopada 2018              | ISBN 978-4-253-22902-9 |

## Anime
8 września 2017 roku ogłoszono powstawanie adaptacji telewizyjnej w formie anime. Produkcją animacji zajęło się studio production doA; reżyserem serii został Tadahito Matsubayashi, a za scenariusz odpowiada Takayo Ikami. Za projekt postaci odpowiada Sakae Shibuya, a kompozytorem muzyki został Keiji Inai.
Seria składa się z 12 odcinków. 
Seria miała swoją premierę 7 kwietnia 2018 roku na kanałach MBS, TBS i BS-TBS, a później także na  SBS, ATV i AT-X.
Czołówką serii jest utwór „Changing point”, którą wykonuje grupa i☆Ris, natomiast ending, zatytułowany „Zenzen tomodachi” (jap. ゼンゼントモダチ), wykonuje Haruka Yamazaki.